# Numaykoos Lake Provincial Park
Numaykoos Lake Provincial Park är en park i Kanada.   Den ligger i provinsen Manitoba, i den centrala delen av landet, 2 000 km nordväst om huvudstaden Ottawa. Numaykoos Lake Provincial Park ligger 251 meter över havet.
Terrängen runt Numaykoos Lake Provincial Park är platt. Trakten runt Numaykoos Lake Provincial Park är nära nog obefolkad, med mindre än två invånare per kvadratkilometer.. Det finns inga samhällen i närheten. 
Omgivningarna runt Numaykoos Lake Provincial Park är i huvudsak ett öppet busklandskap.